# شارل أوجين ديلوني
تشارلز يوجين ديلوناي (بالفرنسية: Charles-Eugène Delaunay)‏ (و. 1816 – 1872 م) هو عالم فلك، ورياضياتي، ومهندس من فرنسا . وكان عضواً في الجمعية الملكية، والأكاديمية الملكية السويدية للعلوم، والأكاديمية الأمريكية للفنون والعلوم، والأكاديمية الفرنسية للعلوم، والأكاديمية الروسية للعلوم .
توفي عن عمر يناهز 56 عاماً.

## التعليم
تعلم في المدرسة المتعددة التكنولوجية بفرنسا، والمدرسة الوطنية العليا للمناجم في باريس

## مناصب وهيئات
أدار مرصد باريس.

## جوائز
حصل على جوائز منها:
- الميدالية الذهبية للجمعية الفلكية الملكية (1870).

## روابط خارجية
- شارل أوجين ديلوني على موقع الموسوعة البريطانية (الإنجليزية)